# Oběžný kruh Scarff

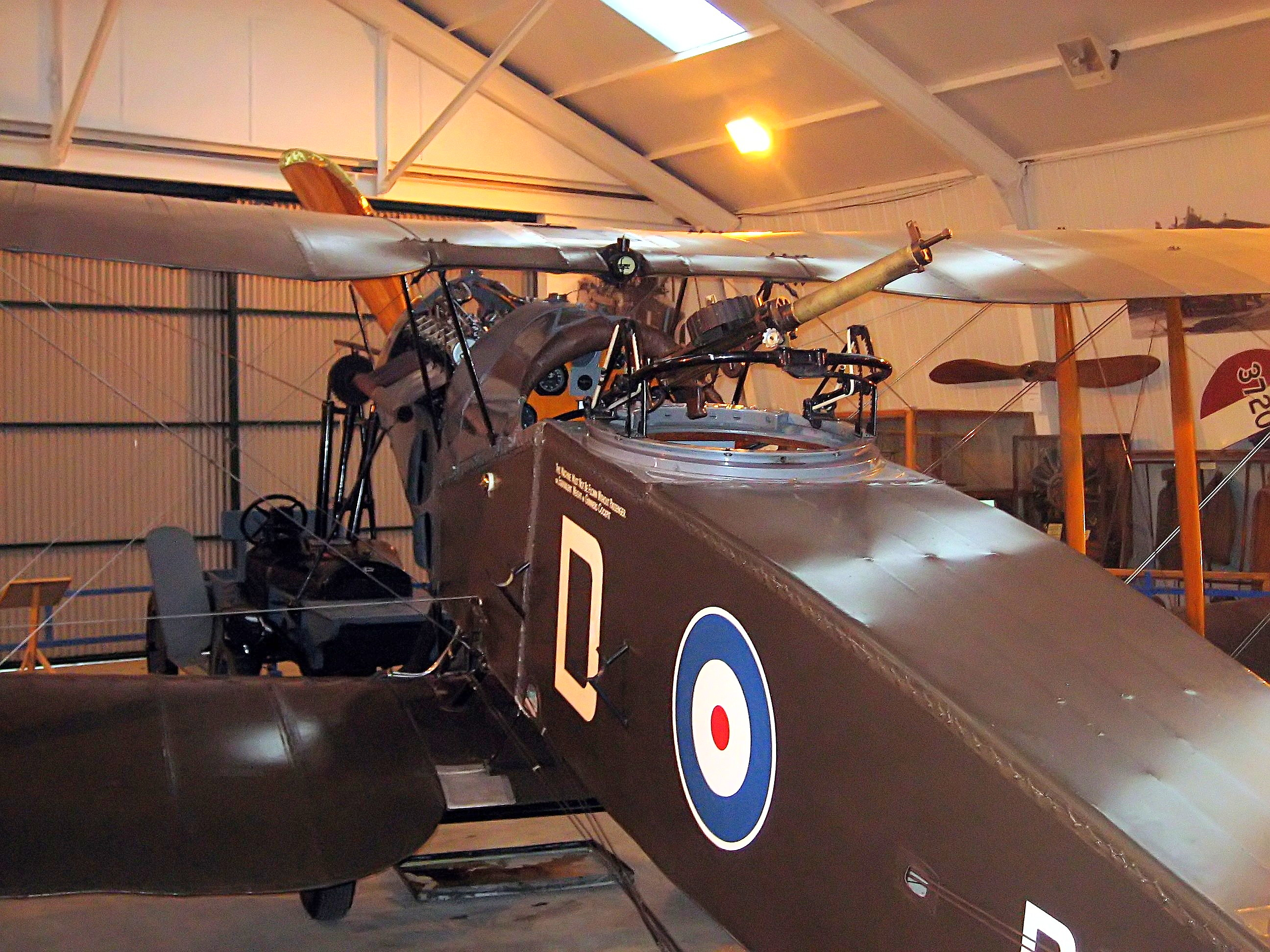
Oběžný kruh Scarff na letounu Bristol F.2B z Shuttleworth Collection

Oběžný kruh Scarff byl typ upevnění pohyblivého kulometu na britských dvoumístných letounech v době první světové války. Jeho autorem byl Warrant Officer (střelec) F. W. Scarff z Leteckého oddělení britské Admiralty. Oběžný kruh umožňoval střelci v otevřeném kokpitu lehce otáčet zbraň (typicky jeden nebo dva kulomety Lewis) do všech směrů. Upevnění bylo jednoduché, bytelné a poskytovalo střelci skvělé palebné pole. Bylo rovněž široce používáno a kopírováno ostatními letectvy. Například ve Francii byl okruh Scarff No.2 vyráběn v licenci pod označením TO3. Jeho dalším vývojem tam vznikl modifikovaný TO4.
Oběžný kruh Scarff se stal standardním uchycením pohyblivé výzbroje na dvoumístných letounech britských sil během první světové války a ještě mnoho let po válce u Royal Air Force. Zřejmě posledním britským letadlem s tímto kruhem byl obojživelný Supermarine Walrus.